# Adolphe Pelleport
Pour les articles homonymes, voir Pelleport.
Œuvres principales
- Tous les amours (1882)

Adolphe Pelleport, né le 24 janvier 1842 à Saint-Gaudens (Haute-Garonne) et mort à Paris le 12 mars 1881 est un poète et un journaliste français.

## Biographie

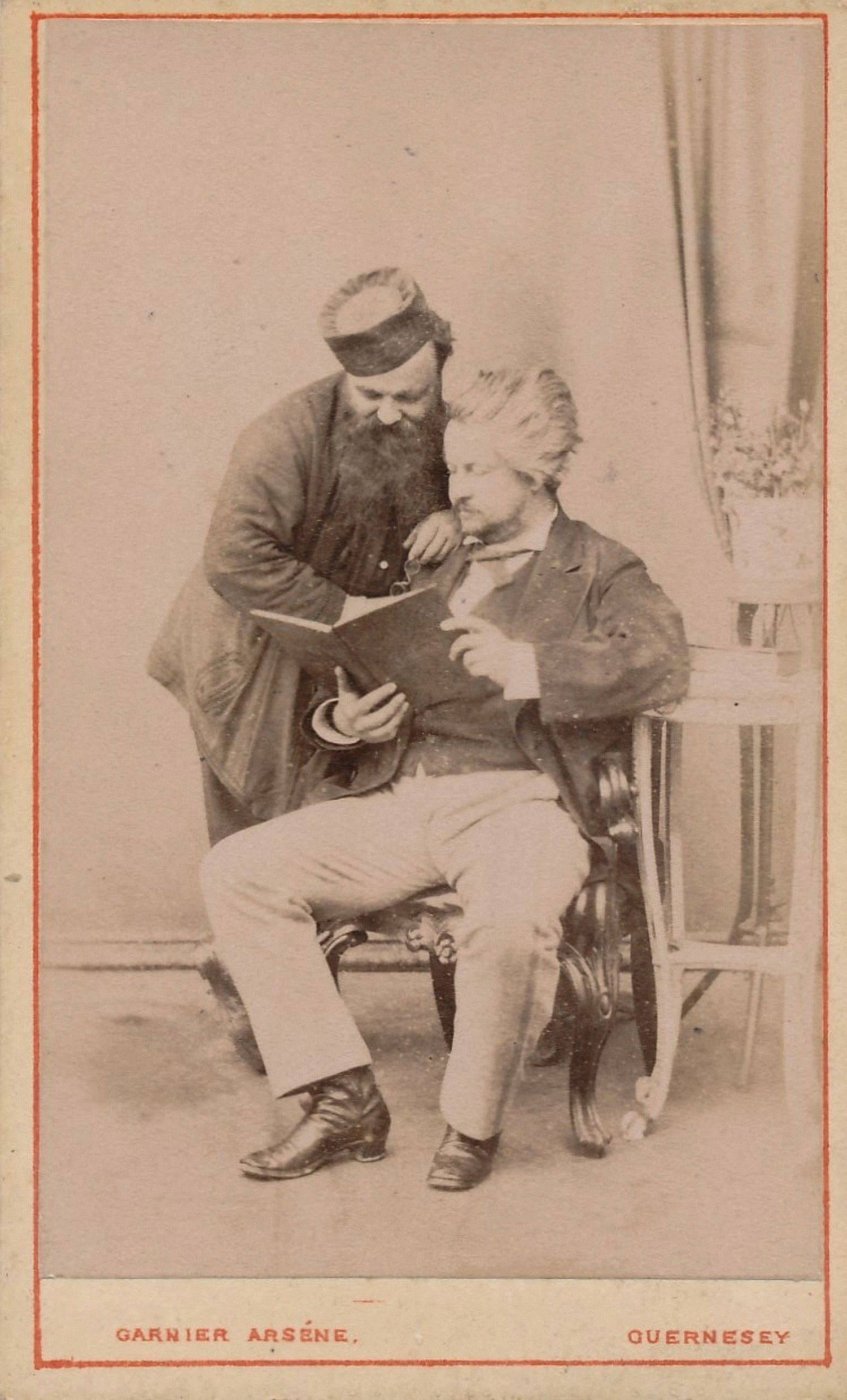
Arsène Garnier et Adolphe Pelleport à Guernesey.

Ayant envoyé des vers à Victor Hugo vers 1860 alors que celui-ci est en exil, il est invité à lui rendre visite à Guernesey et devient rapidement un proche de l’écrivain. Ayant obtenu un mot d’introduction de sa part pour Garibaldi, il rejoint celui-ci en 1866 pour combattre les Autrichiens lors de l'expédition du Tyrol.
Pendant la campagne plébiscitaire du printemps 1870, il est emprisonné pour avoir participé à un soulèvement républicain à Toulouse. On ne sait s’il est à Paris durant le Siège et la Commune, mais Auguste Vacquerie le nomme gérant du Rappel en novembre 1871, ce qui lui vaut un temps d’emprisonnement lorsque le journal est suspendu dès la fin du même mois pour avoir « insulté les défenseurs de l’ordre et de la légalité ».
Dans les années 1870, il publie des poèmes dans plusieurs revues littéraires, notamment dans La Jeune France.
Adolphe Pelleport meurt le 12 mars 1881 à Paris. Ses amis lui rendront hommage en éditant un recueil posthume de ses poèmes l’année suivante. Victor Hugo y écrira :

« À Madame Pelleport
Madame,
J'aimais votre fils. Je dis mieux, le l'aime. Il existe toujours pour moi, la mort n'est qu'une absence de la terre; le monde est à l'âme; l'éternité admet l'immortalité.
Nous reverrons votre fils; nous reverrons ce grand cœur, ce noble esprit, cette heureuse et généreuse figure de tout ce qui est honnête et bon.
Pleurons-le ici-bas, sourions-lui là-haut.
Je suis à vos pieds, Madame.
Victor Hugo. »

## Pour approfondir